# Boreoscala greenlandica
Boreoscala greenlandica is een slakkensoort uit de familie van de Epitoniidae. De wetenschappelijke naam van de soort is, als Scalaria greenlandica, voor het eerst geldig gepubliceerd in 1811 door Perry.